# Canale di Pemba
Il canale di Pemba o stretto di Pemba è il tratto di Oceano Indiano che separa la costa orientale dell'Africa dall'isola di Pemba, in Tanzania. L'estremità più settentrionale del canale divide Pemba dal Kenya; sul resto del canale si affaccia invece la Tanzania. 
Il canale di Pemba è rinomato per essere una delle aree più pescose di tutta l'Africa; vi si trovano diverse specie di marlin, pesci vela, squali tigre, pesci martello, tonni dalla pinna gialla, wahoo, king fish, barracuda, karambesi; ma anche tartarughe marine, delfini, dugonghi e occasionalmente balene. Sulla costa keniota a Shimoni, a pochi chilometri dal confine con la Tanzania, ha la propria sede il Pemba Channel Fishing Club, uno dei più antichi e celebri club di pesca dell'Africa, che ebbe fra i suoi ospiti, tra gli altri, Ernest Hemingway.